# Mark Walters (Fußballspieler)
Mark Everton Walters (* 2. Juni 1964 in Birmingham) ist ein ehemaliger englischer Fußballspieler. Er war anfangs Flügelspieler im offensiven Mittelfeld und galt in den 1980er und frühen 1990er Jahren als einer der torgefährlichsten Flügelspieler Englands. Gegen Ende seiner Laufbahn kam er dann meist in der zentralen Defensive zum Einsatz. Walters absolvierte zwischen 1982 und 2002 über 600 Ligaspiele für englische und schottische Profivereine und erzielte dabei mehr als 100 Tore. In seiner Karriere spielte er auch in der viertklassigen Football League Two. Er bestritt ebenso ein Finale des europäischen Supercups. Walters kam zudem zu je einem Einsatz für die A- und B-Auswahl Englands.

## Klubkarriere
Mark Walters kam 1979 zu Aston Villa. Mit der Jugend von Aston Villa konnte er 1980 den FA Youth Cup gewinnen, bevor er sein erstes Ligamatch im April 1982 erst siebzehnjährig gegen Leeds United absolvierte. Im Sommer 1982 kam Walters auch beim Sieg Villas im Europäischen Supercup zum Einsatz. Er wurde bald zum Stammspieler und konnte sowohl in den Saisonen 1984/85 als auch 1985/86 mindestens zehn Tore in der Liga erzielen. Nach dem Abstieg 1987 ging er zuerst mit Aston Villa in die 2. englische Liga, gleichzeitig suchte sich aber einen neuen Verein.
Im Rahmen von Graeme Souness’ Modernisierung kam Walters zum Jahreswechsel der Spielzeit 1987/88 zu den schottischen Glasgow Rangers. Nach eigenen Angaben wählte er den schottischen Klub trotz einiger Angebote englischer Top-Clubs, da die Rangers stets bei europäischen Wettbewerben vertreten waren. Die englischen Clubs waren aber zu dieser Zeit von der UEFA wegen der Katastrophe von Heysel bis zum Ende der 80er Jahre vom Europapokal ausgeschlossen waren. Er war dort der erste farbige Spieler seit dem über 70 Jahren und war fortwährend rassistischer verbaler Übergriffe durch Anhänger anderer schottischer Fußballclubs, insbesondere derer von Celtic Glasgow und Heart of Midlothian ausgesetzt. In seiner Zeit bei den Rangers spielte er wichtige Rolle für den Gewinn der drei aufeinander folgenden Titel in den Jahren 1989 bis 1991.
Als Souness 1991 zurück zum FC Liverpool ging, nahm er den von ihm geschätzten Walters mit. Bei Liverpool konnte sich Walters jedoch nie wirklich durchsetzen und wurde bald aus dem Stammteam von Steve McManaman verdrängt. So erlebte er auch beide Titelgewinne – sowohl 1992 das FA-Cup-Finale als auch 1995 League-Cup-Finale – während seiner Zeit bei den Reds als Ersatzspieler auf der Bank. Am Ende der Saison 1995/96 wechselte Walters ablösefrei zum Erstligisten FC Southampton, konnte sich aber dort ebenfalls nicht durchsetzen und ging zum Beginn der neuen Spielzeit zum Zweitligisten Swindon Town, wo er drei Jahre recht erfolgreich spielte. Die letzte Station im bezahlten Fußball sollte der Viertligist Bristol Rovers sein, für den er bis 2002 spielte.

## Nationalmannschaft
In seiner Jugend kam Walters für verschiedene U-Auswahlteams zum Einsatz. Für die englische Herrennationalmannschaft kam er jedoch lediglich zu einem A- und einem B-Länderspiel 1991.

## Nach der aktiven Zeit
Seit 2003 ist er Fußballlehrer an der Coventry Preparatory School, daneben trainiert er die U-14 von Aston Villa.

## Erfolge
- Schottischer Meister: 1989, 1990